# Arrondissement d'Oberallgäu
L'arrondissement d'Oberallgäu est un arrondissement  ("Landkreis" en allemand) de Bavière   (Allemagne) situé dans le district ("Regierungsbezirk" en allemand) de Souabe. 
Son chef lieu est Sonthofen.

## Villes, communes & communautés d'administration
(nombre d'habitants en 2006)
| Städte 1. Immenstadt im Allgäu (14 343) 2. Sonthofen (21 100) Märkte 1. Altusried (10 037) 2. Bad Hindelang (4 884) 3. Buchenberg (3 955) 4. Dietmannsried (7 943) 5. Oberstaufen (7 306) 6. Oberstdorf (9 979) 7. Sulzberg (4 616) 8. Weitnau (5 237) 9. Wertach (2 467) 10. Wiggensbach (4 705) Verwaltungsgemeinschaften 1. Hörnergruppe avec siège à Fischen i.Allgäu (Communes Balderschwang, Bolsterlang, Fischen i.Allgäu, Obermaiselstein et Ofterschwang) 2. Weitnau (Markt Weitnau et commune Missen-Wilhams) | Gemeinden 1. Balderschwang (215) 2. Betzigau (2 814) 3. Blaichach (5 698) 4. Bolsterlang (1 064) 5. Burgberg im Allgäu (3 200) 6. Durach (6 564) 7. Fischen im Allgäu (2 955) 8. Haldenwang (3 714) 9. Lauben (3 288) 10. Missen-Wilhams (1 413) 11. Obermaiselstein (962) 12. Ofterschwang (2 023) 13. Oy-Mittelberg (4 443) 14. Rettenberg (4 160) 15. Waltenhofen (8 946) 16. Wildpoldsried (2 539) Gemeindefreies Gebiet 1. Kempter Wald (12,03 km²) |